# Gilles Petitpierre
 (janvier 2022).
La mise en forme du texte ne suit pas les recommandations de Wikipédia : il faut le « wikifier ».
Les points d'amélioration suivants sont les cas les plus fréquents. Le détail des points à revoir est peut-être précisé sur la page de discussion.
- Les titres sont pré-formatés par le logiciel. Ils ne sont ni en capitales, ni en gras.
- Le texte ne doit pas être écrit en capitales (les noms de famille non plus), ni en gras, ni en italique, ni en « petit »…
- Le gras n'est utilisé que pour surligner le titre de l'article dans l'introduction, une seule fois.
- L'italique est rarement utilisé : mots en langue étrangère, titres d'œuvres, noms de bateaux, etc.
- Les citations ne sont pas en italique mais en corps de texte normal. Elles sont entourées par des guillemets français : « et ».
- Les listes à puces sont à éviter, des paragraphes rédigés étant largement préférés. Les tableaux sont à réserver à la présentation de données structurées (résultats, etc.).
- Les appels de note de bas de page (petits chiffres en exposant, introduits par l'outil «  Source ») sont à placer entre la fin de phrase et le point final[comme ça].
- Les liens internes (vers d'autres articles de Wikipédia) sont à choisir avec parcimonie. Créez des liens vers des articles approfondissant le sujet. Les termes génériques sans rapport avec le sujet sont à éviter, ainsi que les répétitions de liens vers un même terme.
- Les liens externes sont à placer uniquement dans une section « Liens externes », à la fin de l'article. Ces liens sont à choisir avec parcimonie suivant les règles définies. Si un lien sert de source à l'article, son insertion dans le texte est à faire par les notes de bas de page.
- La présentation des références doit suivre les conventions bibliographiques. Il est recommandé d'utiliser les modèles {{Ouvrage}}, {{Chapitre}}, {{Article}}, {{Lien web}} et/ou {{Bibliographie}}. Le mode d'édition visuel peut mettre en forme automatiquement les références.
- Insérer une infobox (cadre d'informations à droite) n'est pas obligatoire pour parachever la mise en page.

Pour une aide détaillée, merci de consulter Aide:Wikification.
Si vous pensez que ces points ont été résolus, vous pouvez retirer ce bandeau et améliorer la mise en forme d'un autre article.
Pour les articles homonymes, voir Petitpierre.

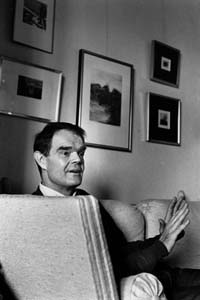
Gilles Petitpierre par Erling Mandelmann, (entre 1989 et 1993).

Gilles Petitpierre, né le 22 janvier 1940 à Neuchâtel, est un homme politique et juriste suisse.

## Biographie
Sa famille est originaire de Neuchâtel et de Couvet. Il est le fils de l'ancien conseiller fédéral Max Petitpierre. Licencié ès lettres de l'université de Neuchâtel et docteur en droit de l'université de Genève, il a été professeur de droit privé à l'université de Genève jusqu'en 2005 et doyen de la Faculté de droit de 2000 à 2002. 
Il est successivement conseiller national radical de 1979 à 1991, puis conseiller aux États représentant le canton de Genève de 1991 à 1995. Il préconise avec son collègue René Rhinow en 1990 une réforme du Parlement et du gouvernement (Conseil fédéral) après la démission d'Elisabeth Kopp. Membre de nombreuses commissions, notamment affaires étrangères, environnement-énergie-aménagement du territoire, sciences-éducation-culture, enquête parlementaire (démission de Madame E. Kopp), il a été rapporteur en particulier pour la loi sur l'environnement et le nouveau droit du mariage. Retiré du Parlement en 1995, il est candidat malheureux au Conseil fédéral lors de l'élection du successeur de Jean-Pascal Delamuraz en 1998. Le transfert de ses papiers de Genève à Savagnier dans le canton de Neuchâtel en vue de cette succession apparaît incongrue à une partie de l'opinion publique. Cette candidature sauvage relance et accélère le processus d'abrogation de la clause constitutionnelle qui tend à empêcher deux personnes du même canton de siéger ensemble au Conseil fédéral. Il a siégé de 1987 à 1991 parmi les libéraux à l'Assemblée parlementaire du Conseil de l'Europe. Il a fait partie de la délégation suisse à l'Union interparlementaire.

## Éléments chronologiques
(janvier 2022).

### Formation
Après une maturité classique à Neuchâtel en 1958, il obtient une licence en lettres classiques à Neuchâtel en 1963, puis une  licence en droit à Genève en 1966. Il obtient son brevet d'avocat en 1968. Il effectue ensuite un travail de thèse et obtient un doctorat en droit à Genève en 1971.

### Parcours professionnel
Il exerce son métier d'avocat entre 1972 et 1980. En parallèle, il enseigne à l'Université de Genève, d'abord comme chargé de cours puis professeur de droit civil et du droit des obligations de 1978 à 2005. Il est nommé doyen de la Faculté de droit pour 2000 à 2002. Depuis 2005, il est professeur honoraire.

### Carrière politique
- 1972 à 1995 : Membre de la Commission qui a préparé la révision du Code civil suisse (droit de la famille) et de la Commission d’experts qui a préparé de nouvelles règles sur la protection de la personnalité en général et dans le domaine médical en particulier.
- 1973 à 1977 : Membre de la Commission d’experts chargée de préparer la révision totale de la Constitution fédérale.
- 1976 : Entrée au Parti radical
- 1979 : Conseiller national, Genève
- 1987 - 1992 : Membre de la délégation suisse à l'Assemblée parlementaire du Conseil de l'Europe
- 1998-2007 : Membre du Conseil supérieur de la magistrature de la République et Canton de Genève
- 1990 : dépôt d’une initiative parlementaire et d’une motion pour la réforme du Parlement et pour la réforme du Gouvernement préparées en commun avec le Conseiller aux États René Rhinow.
- 1990 : dépôt d’une initiative parlementaire sur la politique européenne de la Suisse en concours avec les conseillers Fulvio Caccia et Peter Sager

- 1991 - 1995 : Conseiller aux États (Genève)

### Engagements
- 1981 - 1991 : Vice-président de l’Association suisse Pro-Infirmis
- 1985 - 1995 : Président de la branche romande de la Société pour la protection de l’environnement
- 1989 - 2001 : Président du Conseil de Fondation du SANU à Bienne

- 1996 - 2016 : Membre du Conseil de Fondation de l’Orchestre de la Suisse Romande
- 1997 - 2004 : Membre de la Commission d’éthique de l’Office de la jeunesse (Genève)
- Depuis 2004: Membre du curatorium de la Stiftung Weltethos Schweiz
- 2005 - 2009 : Membre du Bureau du district de Pro Juventute Genève
- 2000 - 2001 : Président du comité de l’organisation de projet du statut du district bilingue de Bienne
- 2004 - 2006 : Vice-président du Conseil de fondation de l’Institut des hautes études internationales à Genève (IUHEI)
- 2006 - 2008 : Membre du Conseil de Fondation de Pro-Juventute Suisse
- 2009 - 2013 : Membre du groupe interdisciplinaire « Enseignement laïc et fait religieux » du Département de l’instruction publique (Genève)
- 2009 - 2015 : Président de l’association Frères de nos Frères
- 2010 : Docteur honoris causa, université de Neuchâtel
- 2010 - 2014 : Membre du Conseil de Fondation de Pro-Juventute Genève (membre du Bureau de janvier 2013 à avril 2014)